# Исаак
Исаак (на иврит Ицхак – означава „този, който ще се смее“) е библейски патриарх, единственото дете на Авраам и Сара. Един от тримата праотци на еврейския народ според Светото писание.
Исаак е почитан и от мюсюлманите. Той е един от 25-те ислямски пророци, споменати в Корана с името Ишак (Исхак).

## Живот
Според Библията Авраам е бил на 100 години когато Исаак се ражда и според традицията собственоръчно го обрязва когато става на 8 дни. По-късно, когато Исаак е на 26 години, Бог изпитва вярата на Авраам като го кара да принесе в жертва единственото си дете на върха на планината Мория. Исаак безпрекословно се подчинява на баща си и двамата се качват на посоченото място. Когато Авраам се приготвя да нанесе решителния удар с ножа, ангел отклонява ръката му.
Исаак се жени на 40 години за Ребека, внучката на своя чичо Нахор (брат на Авраам). Раждат им се двама сина – Иаков и Исав, двайсет години по-късно, когато Исаак е на 60 години.